# Stokes Peaks
Stokes Peaks är en bergstopp i Antarktis. Den ligger i Västantarktis. Argentina, Chile och Storbritannien gör anspråk på området. Toppen på Stokes Peaks är 800 meter över havet. Stokes Peaks ingår i Princess Royal Range.
Terrängen runt Stokes Peaks är kuperad åt sydväst, men åt nordost är den platt. Havet är nära Stokes Peaks åt nordost. Trakten är glest befolkad. Närmaste befolkade plats är Rothera Research Station, 16,8 kilometer söder om Stokes Peaks. 